# Sankt Gallen (kanton)
Sankt Gallen (tyskt uttal: [saŋkt ˈɡalən]

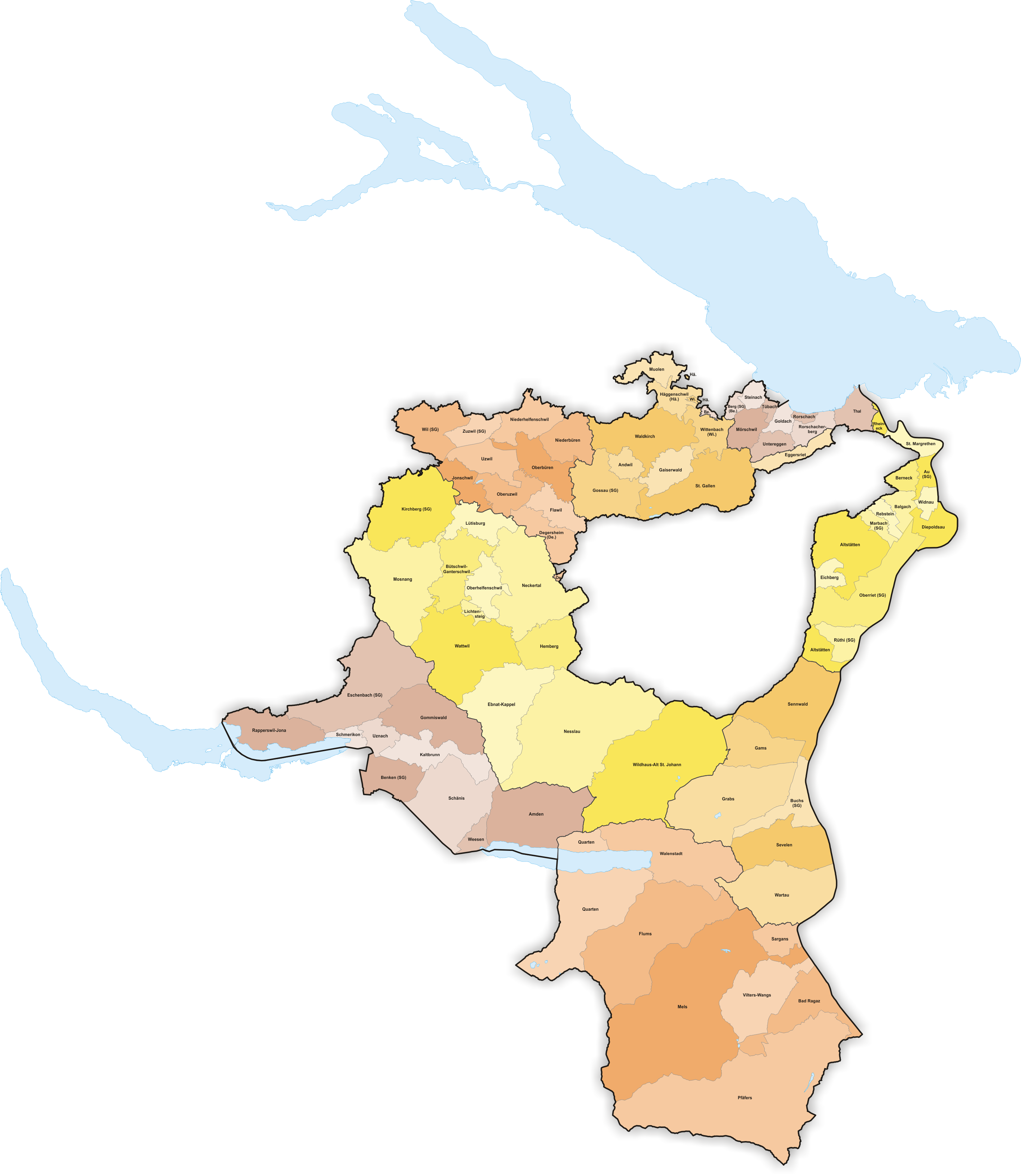
Karta över kantonen Sankt Gallens kommuner.

 ( lyssna); rätoromanska: Chantun Son Gagl; franska: Canton de Saint-Gall; italienska: Canton San Gallo) är en kanton i nordöstra Schweiz.

## Historia
Under medeltiden styrdes Sankt Gallen av abbotar från klostret Sankt Gallen. Dessa var också tysk-romerska riksfurstar från år 1206 fram till reformationen 1524. År 1531 återupprättades dock det andliga styret och det varade till år 1798. Sankt Gallen blev medlem i det schweiziska edsförbundet år 1803 och kantonens nuvarande författning härrör från 1890.

## Geografi
Sankt Gallen gränsar i söder till kantonen Graubünden, i sydväst till kantonerna Glarus och Schwyz, i väster till kantonen Zürich, i norr till kantonen Thurgau och Tyskland samt i öster till Österrike och Liechtenstein. Kantonerna Appenzell Ausserrhoden och Appenzell Innerrhoden är helt omgärdade av Sankt Gallen.
Sankt Gallen domineras av bergskedjan Alperna. Kantonens högsta punkt är Ringelspitz, 3 248 meter över havet. Huvudort i kantonen är staden Sankt Gallen.

### Indelning
Till och med 2002 var kantonen Sankt Gallen indelat i distrikt. Distrikten var regionala förvaltningsorgan, men dess uppgifter fördes successivt över på andra förvaltningar. I och med en ny författning så upphörde distrikten. 
Dagens indelning i valkretsar (Wahlkreise) har i motsats till distrikten inte någon förvaltningsmässig funktion. De används dock som statistikområden.
Kantonen Sankt Gallen är sedan den 1 januari 2003 indelad i åtta valkretsar som i sin tur är indelade i 77 kommuner.

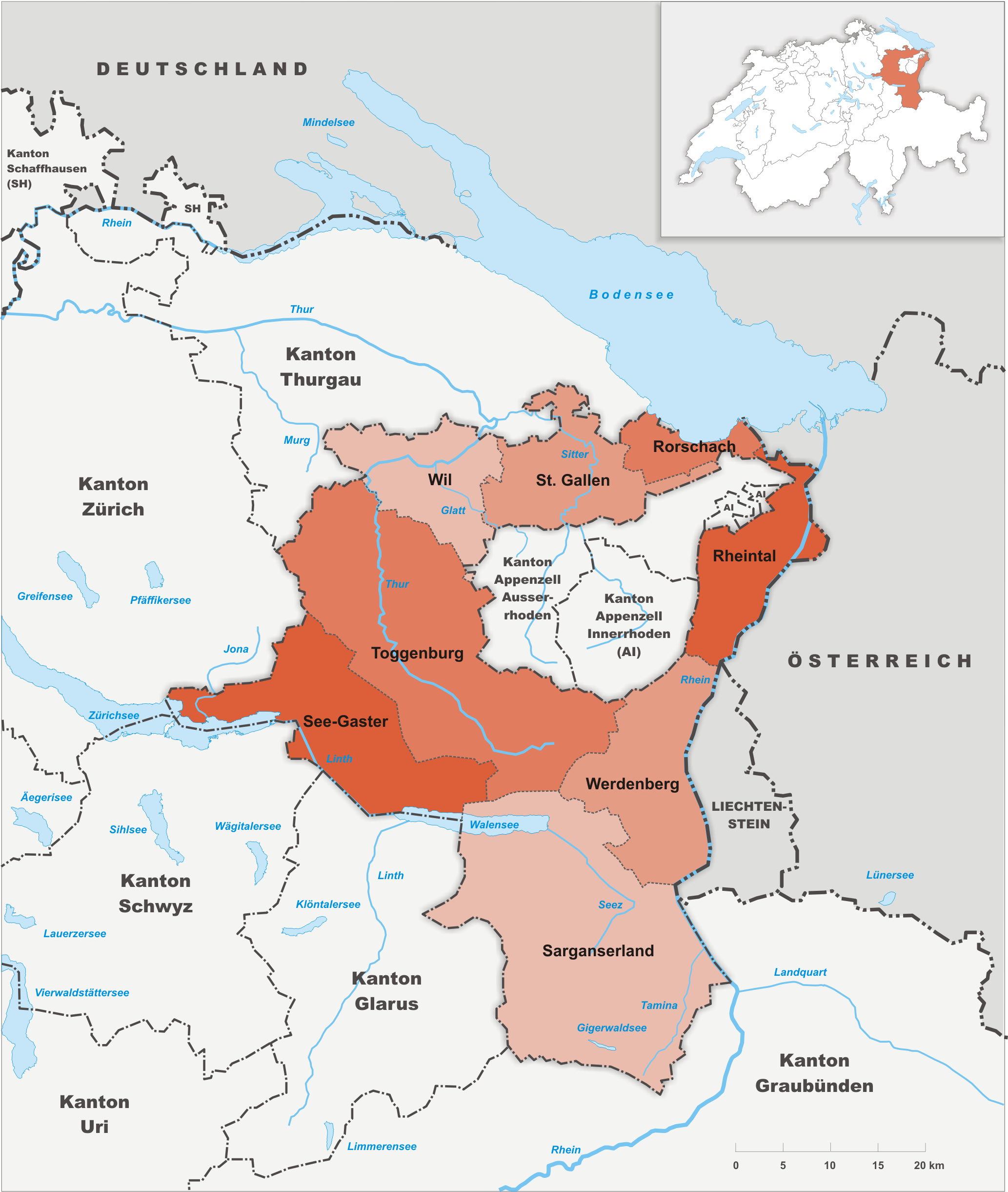
Valkretsar i kantonen Sankt Gallen.

| Valkrets              | Invånare | Kommuner |
| --------------------- | -------- | --- |
| Sankt Gallen          | 122 903  | Sankt Gallen, Eggersriet, Wittenbach, Häggenschwil, Muolen, Waldkirch, Andwil, Gossau, Gaiserwald                                                                  |
| Rorschach             | 43 928   | Mörschwil, Goldach, Steinach, Berg, Tübach, Untereggen, Rorschacherberg, Rorschach, Thal                                                                           |
| Rheintal              | 74 372   | Rheineck, Sankt Margrethen, Au, Berneck, Balgach, Diepoldsau, Widnau, Rebstein, Marbach, Altstätten, Eichberg, Oberriet, Rüthi                                     |
| Werdenberg            | 39 993   | Sennwald, Gams, Grabs, Buchs, Sevelen, Wartau |
| Sarganserland         | 41 490   | Sargans, Vilters-Wangs, Bad Ragaz, Pfäfers, Mels, Flums, Walenstadt, Quarten                                                                                       |
| See-Gaster            | 68 425   | Amden, Weesen, Schänis, Benken, Kaltbrunn, Gommiswald, Uznach, Schmerikon, Rapperswil-Jona, Eschenbach                                                             |
| Toggenburg            | 46 954   | Wildhaus-Alt St. Johann, Nesslau, Ebnat-Kappel, Wattwil, Lichtensteig, Oberhelfenschwil, Neckertal, Hemberg, Bütschwil-Ganterschwil, Lütisburg, Mosnang, Kirchberg |
| Wil                   | 76 439   | Jonschwil, Oberuzwil, Uzwil, Flawil, Degersheim, Wil, Zuzwil, Oberbüren, Niederbüren, Niederhelfenschwil                                                           |
| Kantonen Sankt Gallen | 514 504  | |

## Ekonomi
Jordbruket i Sankt Gallen är inriktat främst på boskapsskötsel. Den rika tillgången på vattenenergi bidrog till att kantonen industrialiserades tidigt. Idag är Sankt Gallen ett centrum för textilproduktion.

## Demografi
Kantonen Sankt Gallen hade 514 504 invånare (2020). Majoriteten av befolkningen är tysktalande.
| Talade språk i Sankt Gallen (2019)                         | Talade språk i Sankt Gallen (2019) | Talade språk i Sankt Gallen (2019) | Talade språk i Sankt Gallen (2019) | Talade språk i Sankt Gallen (2019) |
| ---------------------------------------------------------- | ---------------------------------- | ---------------------------------- | ---------------------------------- | ---------------------------------- |
|                                                            |                                    |                                    |                                    |                                    |
|                                                            |                                    |                                    |                                    |                                    |
| Tyska                                                      | Tyska                              |                                    | 87,3 %                             | 87,3 %                             |
| Franska                                                    | Franska                            |                                    | 1,3 %                              | 1,3 %                              |
| Italienska                                                 | Italienska                         |                                    | 3,4 %                              | 3,4 %                              |
| Rätoromanska                                               | Rätoromanska                       |                                    | 0,3 %                              | 0,3 %                              |
| Engelska                                                   | Engelska                           |                                    | 3,4 %                              | 3,4 %                              |
| Övriga                                                     | Övriga                             |                                    | 18,2 %                             | 18,2 %                             |
| Möjlighet fanns att välja upp till tre stycken huvudspråk. |                                    |                                    |                                    |                                    |